# 真夜中すぎの恋
「真夜中すぎの恋」（まよなかすぎのこい）は、日本のロックバンドである安全地帯の楽曲。
1984年4月16日にKitty Recordsから5枚目のシングルとしてリリースされた。前作「ワインレッドの心」（1983年）よりおよそ5か月ぶりにリリースされたシングルであり、作詞は井上陽水、作曲は玉置浩二、編曲は安全地帯および星勝が担当している。
前作「ワインレッドの心」の大ヒット後にリリースされた本作は、歌謡曲を思わせる前作の作風とは大きく異なり、ロックバンドらしいサウンドで構成された楽曲となっている。また、作詞家の松井五郎は本作の作詞を行ったが没となり、井上の歌詞が採用されることになったと述べている。オリコンシングルチャートでは最高位20位となった。

## 音楽性と歌詞
前作に引き続き作詞は井上陽水が担当、2枚目のアルバム『安全地帯II』（1984年）のリリース直前での先行シングルということで注目を集めた。当時井上のほかに作詞を依頼されていた作詞家の松井五郎は、アルバム制作用のデモテープを受け取った段階で締め切りまで1週間しかない状況にも拘わらず全曲の作詞を行い、「使ってもらえなくても良い」という感覚で安全地帯側に提出したと述べている。結果として、松井による「ワインレッドの心」および本作の歌詞は採用されず没となった。しかしそれ以外の曲はすべて松井による歌詞が採用されることとなった。松井は玉置の声やメロディ、安全地帯のバンドサウンドが琴線に触れたために全曲作詞したと述べている。
本作ではイントロから矢萩渉のギターが大々的にフィーチャーされており、玉置浩二によるボーカルもロック色が強いものとなっていたことから、ベスト・アルバム『ALL TIME BEST』（2017年）の楽曲解説において「前作のような歌謡曲のテイストを感じる曲を予想していたリスナーを、いい意味で裏切り、安全地帯のロックバンドとしての“凄み”を伝えた」と記されている。本作リリースの直前となる4月11日には玉置の提供曲である中森明菜のシングル「サザン・ウインド」がリリースされており、オリコンシングルチャートにて第1位を獲得した。

## リリース、チャート成績
1984年4月16日にKitty Recordsより7インチレコードとしてリリースされた。B面曲である「…ふたり…」の作詞は松井五郎が担当しており、本作以降の安全地帯の大半の楽曲を手掛けるようになる。オリコンシングルチャートにおいては最高位20位、登場週数は14回で売り上げ枚数は9.7万枚となった。前作「ワインレッドの心」が大ヒットした影響もあり、本作も有線放送では10位以内にランクインした。1988年12月10日には8センチCDとして再リリースされた。
本作はセルフカバー・アルバム『安全地帯 Hits』（2010年）に収録され、同作において最も大胆にアレンジが変更された楽曲となった。2013年に出演したロック・フェスティバル「ROCK IN JAPAN FESTIVAL」のステージでも同バージョンにて披露されている。 

## シングル収録曲
| 全作曲: 玉置浩二、全編曲: 星勝、安全地帯。 |                    |           |            |      |
| #                                          | タイトル           | 作詞      | 作曲・編曲 | 時間 |
| 1.                                         | 「真夜中すぎの恋」 | 井上陽水  | 玉置浩二   | 3:52 |
| 2.                                         | 「…ふたり…」       | 松井五郎  | 玉置浩二   | 3:24 |
| 合計時間:                                  | 合計時間:          | 合計時間: | 7:16       |      |

## リリース履歴
| No. | 日付           | レーベル      | 規格      | 規格品番   | 最高順位 | 備考 |
| --- | -------------- | ------------- | --------- | ---------- | -------- | ---- |
| 1   | 1984年4月16日  | Kitty Records | 7インチ   | 7DS 0070   | 20位     |      |
| 2   | 1988年12月10日 | Kitty Records | 8センチCD | H10K-30034 | -        |      |

## 収録アルバム
「真夜中すぎの恋」
- スタジオ音源
  - 『安全地帯II』（1984年）
  - 『安全地帯ベスト2 〜ひとりぼっちのエール〜』（1993年）
  - 『安全地帯/玉置浩二 ベスト』（1994年）
  - 『TREASURE COLLECTION』（1999年）
  - 『THE VERY BEST of 安全地帯』（2001年）
  - 『安全地帯 COMPLETE BEST』（2005年）
  - 『安全地帯 ゴールデン☆ベスト』（2006年）
  - 『安全地帯 Hits』（2010年） - アレンジ変更および新録音での収録。
  - 『ALL TIME BEST』（2017年）

- ライブ音源
  - 『ENDLESS』（1985年）
  - 『ONE NIGHT THEATER 1985』（1998年）
  - 『安全地帯VI LIVE 〜月に濡れたふたり〜』（2005年）
  - 『安全地帯 “完全復活” コンサートツアー2010 Special at 日本武道館 〜Start & Hits〜「またね…。」』（2010年）
  - 『安全地帯 IN 甲子園球場「さよならゲーム」』（2020年）
  - 『安全地帯 ALL TIME BEST「35」〜35th Anniversary Tour 2017〜LIVE IN 日本武道館』（2022年）

「…ふたり…」
- 『安全地帯II』（1984年）
- 『ENDLESS』（1985年） - ライブ・バージョンを収録。
- 『Goro Matsui & Koji Tamaki Ballad Collection -Only You-』（2002年）